# 李天森
李天森（？—），男，中华人民共和国政治人物，曾任漳州市人民政府市长，漳州市关心下一代工作委员会主任，第八、九届全国人大代表。